# Kostjantyn Lerner

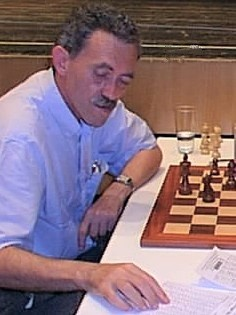
Lerner, Recklinghausen 1999

Kostjantyn Lerner (ukrainisch Костянтин Лернер, wiss. Transliteration Kostjantyn Lerner, russisch Константин Зайвелевич Лернер/Konstantin Saiwelewitsch Lerner; * 28. Februar 1950 in Odessa; † 24. September 2011 in Herzlia, Israel) war ein ukrainischer Schachmeister.

## Leben und Karriere
Kostjantyn Lerner, 1950 in Odessa geboren, zählte in den 1980er Jahren zur erweiterten Spitze des sowjetischen Schachs. In den Jahren 1978 und 1982 gewann er die Ukrainische Meisterschaft. 1978 wurde er Internationaler Meister.
Lerner nahm an fünf UdSSR-Meisterschaften teil, wobei ihm bei der Meisterschaft 1984 in Lwow mit dem zweiten Platz sein größter sportlicher Erfolg gelang. Sein zweitbestes Ergebnis gelang ihm 1986 in Kiew mit dem vierten Platz, im selben Jahr ernannte ihn die FIDE zum Großmeister. Während der WM 1987 in Sevilla war er einer der Sekundanten von Anatoli Karpow.
| Die zur Anzeige dieser Grafik verwendete Erweiterung wurde dauerhaft deaktiviert. Wir arbeiten aktuell daran, diese und weitere betroffene Grafiken auf ein neues Format umzustellen. (Mehr dazu) |

## Erfolge
Zu seinen bedeutendsten Erfolgen in internationalen Turnieren zählen Siege bzw. geteilte erste Plätze u. a. in:
- 1977: Starý Smokovec
- 1985: Polanica-Zdrój
- 1986: Polanica-Zdrój
- 1986: Tallinn
- 1986: Moskau
- 1989: Genua
- 1990: Kopenhagen
- 1992: Gausdal
- 1995: Mykolajiw (Zonenturnier)
- 1997: Berlin
- 1997: Graz Lerner und Bagaturov analysieren ihre Partie der Recklinghäuser Schachtage 1999
- 1999: Recklinghausen[5]

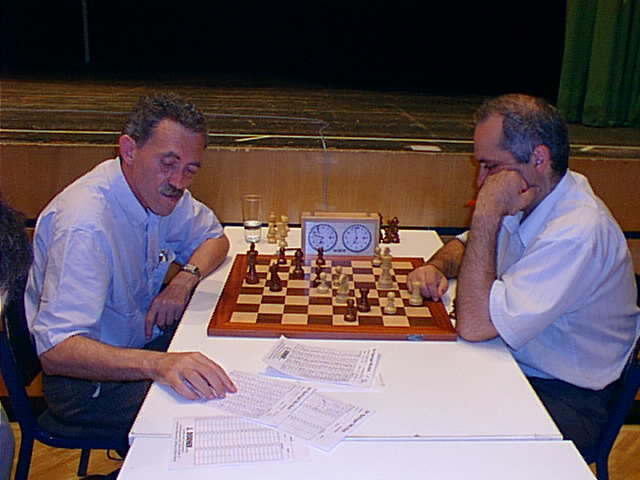
Lerner und Bagaturov analysieren ihre Partie der Recklinghäuser Schachtage 1999

Dreimal in Folge (in den Jahren 1998–2000), gewann er das Schachfestival Bad Wörishofen.
Außerdem war er erfolgreich in Tel Aviv 2001 und 2002, Rischon leTzion 2004, Giw’atajim 2005 und Herzlia 2005.
Auch am European Club Cup beteiligte er sich zweimal. 1994 spielte er für den ukrainischen Schachklub M. Chigorin ShK Alushta. 2002 spielte er für den israelischen Schachklub Hapoel Cellcom Kfar-Saba.
In der deutschen Schachbundesliga spielte er von 1997 bis 1999 für den PSV Duisburg.
1997 nahm er in Groningen an der FIDE-Schachweltmeisterschaft im K.-o.-System teil, unterlag aber bereits in der ersten Runde dem Litauer Eduardas Rozentalis. 2001 emigrierte er nach Israel. 2004 wurde er Dritter bei der offenen israelischen Meisterschaft in Ramat Aviv.
Seine letzte Elo-Zahl war 2515. Seine höchste Elo-Zahl von 2605 erreichte er im Juli 1995, seine beste Weltranglisten-Platzierung war der geteilte 41. Platz zusammen mit Julio Ernesto Granda Zúñiga und Vlastimil Hort im Januar 1987. Er hatte eine Frau und einen Sohn.